# Abensberg-Traun

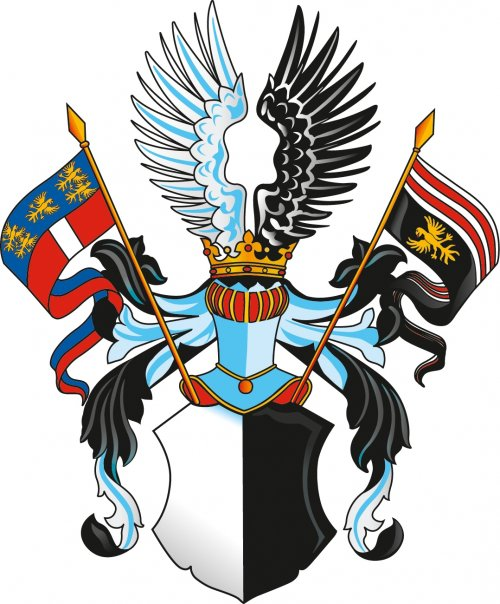
Stema familiei

Abensberg și Traun (germană Abensberg und Traun, acum de obicei scris Abensperg-Traun) este numele unei familii nobiliare austriece, originară din Austria Superioară, din Traungau. Este considerată una dintre cele mai vechi familii aristocratice existente în Europa Centrală.

## Istorie
Familia Abensberg und Traun a fost menționată pentru prima dată cu Pernhart de Trune în 1114. Castelul Traun este astăzi încă deținut de familie. Trauns sunt una dintre cele 12 așa-numitele "Case apostolale", adică familiile care au jucat deja un rol istoric în perioada  Babenberg conducerea Austriei (976-1246).
Ei au fost ridicați la rangul de Conte Imperial în 1653, primind numele de "Conți de Abensperg și Traun", după o familie bavareză, conții de Abensperg, care aveau o stemă similară, și au condus comitatul Abensberg (Bavaria) din secolul al XII-lea până când s-au stins cu Niclas, Graf von Abensberg în 1485. Numai contele Ernst von Abensperg und Traun (1608–1668) a primit foarte scurt timp fieful de LaBensberg când împăratul habsburgic  Leopold I a ocupat Bavaria în timpul Războiului succesiunii spaniole.
Din 1656, familia Abensperg și Traun au ocupat un loc pe "banca contelui șvabilor" a Dietei Imperiale (Sfântul Imperiu Roman) și în 1662 a cumpărat Domnia Eglofs, o domnie cu iminența imperială. A fost vândut familiei Windisch-Graetz în 1804.
Un cunoscut conte de Abensperg-Traun a fost Otto Ferdinand von Abensperg und Traun (1677-1748). 
Până în prezent, familia Abensperg und Traun deține moșii mari în Austria, precum și o serie de castele și fortărețe.

## Reședințe

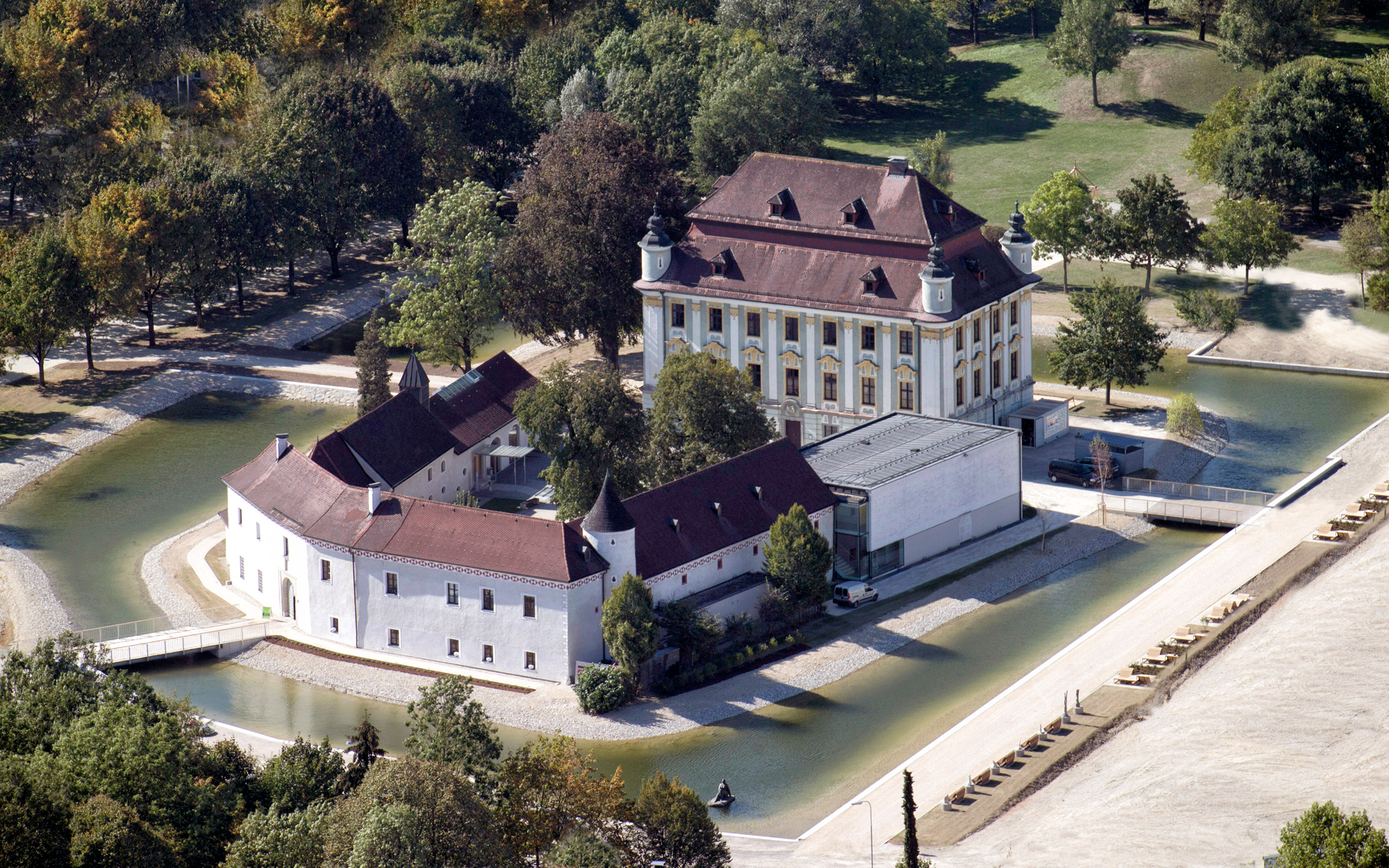
Castelul Traun (deținut din 1120)
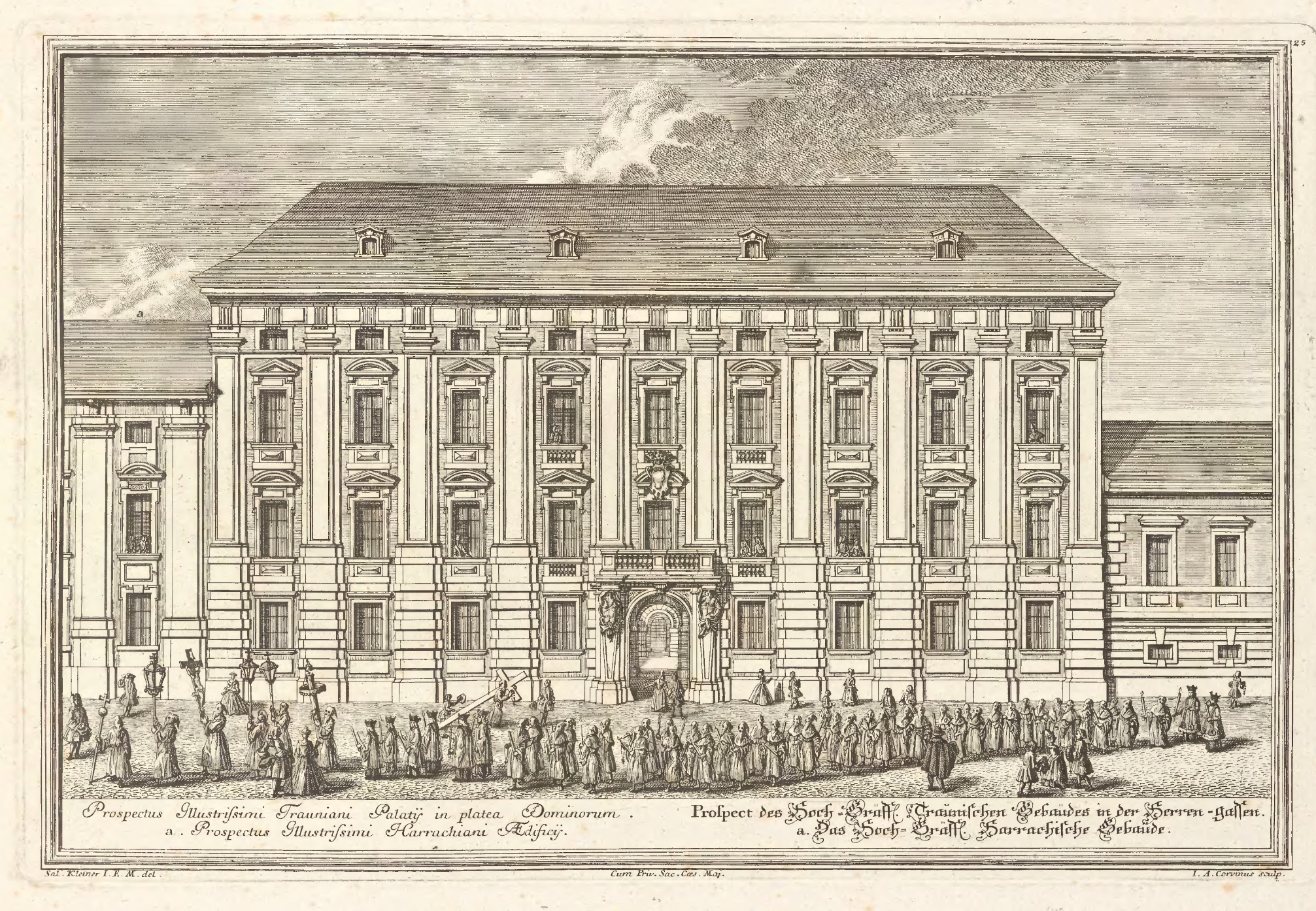
Palatul Abensperg-Traun, Herrengasse, Viena (1401-1855)
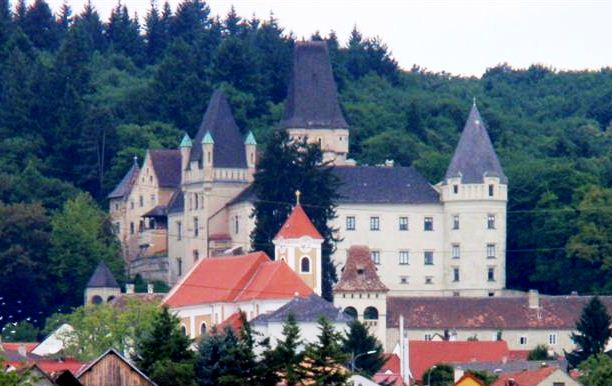
Castelul Maissau (deținut din 1526)
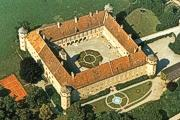
Castelul Petronell (1656-2006)
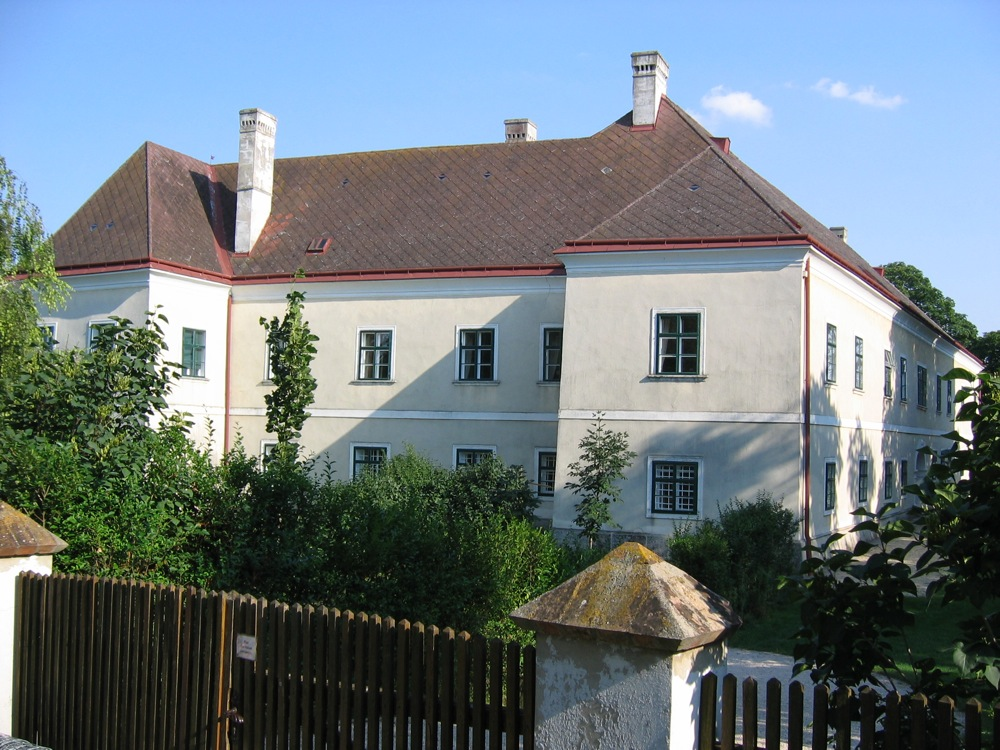
Castelul Groß-Schweinbarth (deținut din 1661)
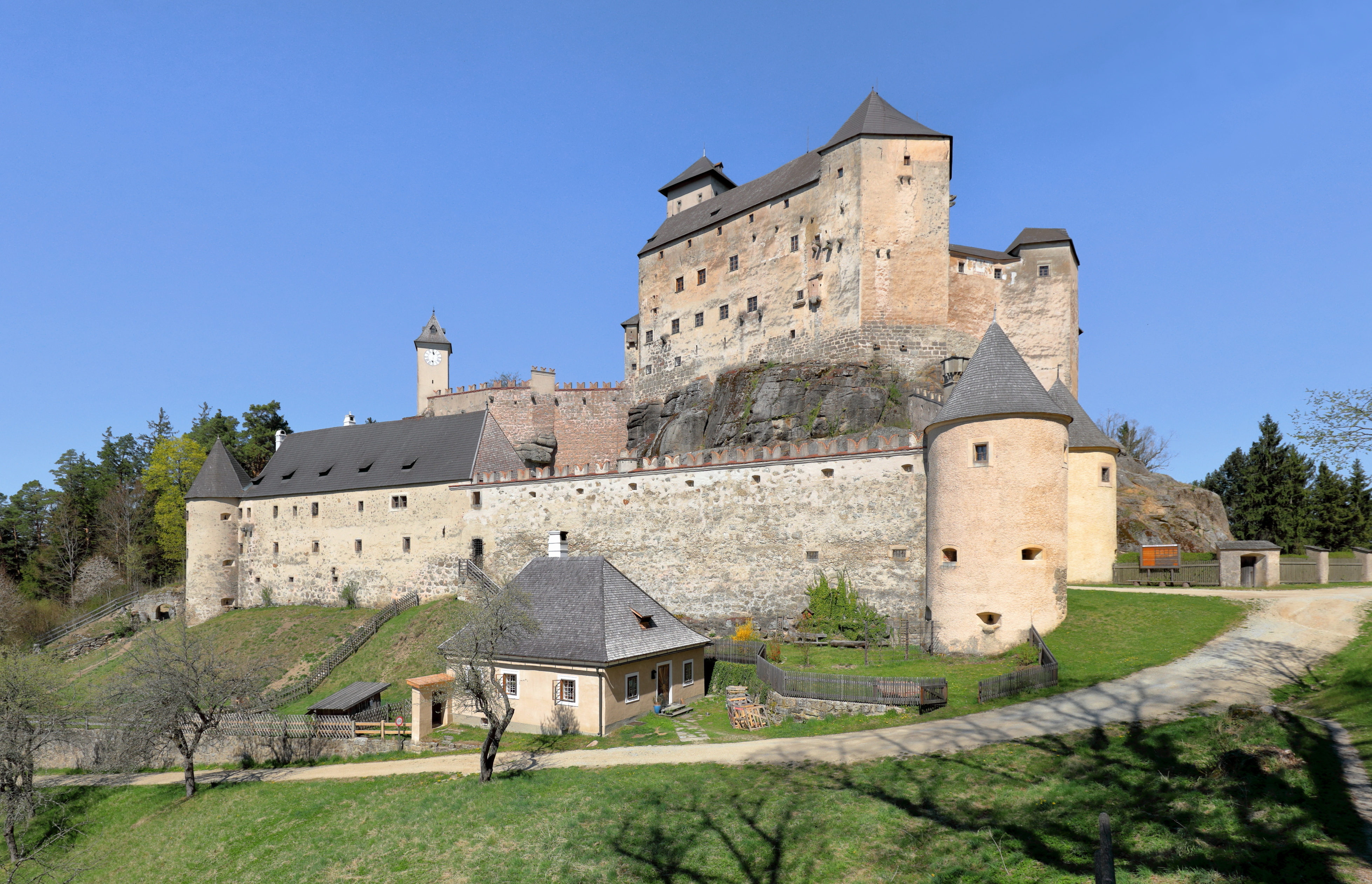
Burg Rappottenstein (deținut din 1664)
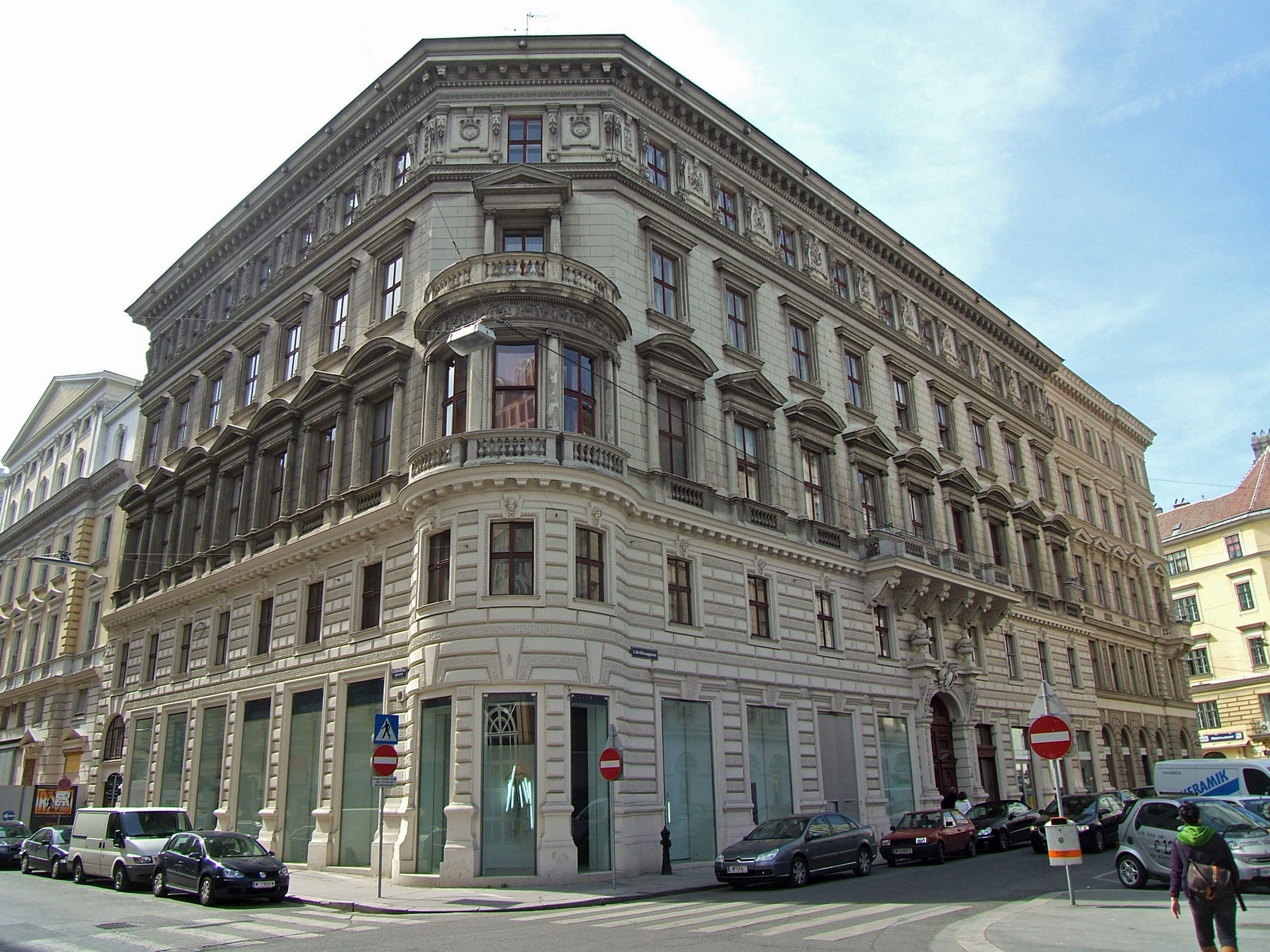
Palatul Abensperg-Traun, Weihburggasse, Viena (deținut din 1872)

## Legături externe
- Materiale media legate de Abensberg-Traun la Wikimedia Commons